# الدوري الأردني 1992–93
إحصائيات الدوري الأردني في موسم 1992–93.

## نظرة عامة
فاز النادي الفيصلي بالبطولة.

## وصلات خارجية
- موقع الاتحاد الأردني لكرة القدم